# 夏日時光 (2008年電影)
參數所指定的目標頁面不存在，建議更正成存在頁面或直接建立下列一個頁面（建立前請先搜尋是否有合適的存在頁面可以取代）：
- 夏日时光 (消歧义)

夏日時光（法：L'Heure d'été；英：Summer Hours）是一部拍攝於2008年的法國電影，由奧利維耶·阿薩亞斯（Olivier Assayas）執導。

## 劇情
三兄妹齊聚鄉下為母親海倫·波迪爾（愛迪絲·斯考博 飾）七十五歲生日慶祝，一家三代子孫滿堂其樂融融。飯後母親卻對長子弗萊德力克（查理斯·貝爾林 飾）提及到自己死後如何處理遺產的事情，弗萊德力克有點煩躁，不願母親提起這個話題。然而海倫堅持把所有的物件下落安排好，她告訴兒子這間祖屋將會賣掉，她用一生去尊敬的叔叔、畫家保羅的的畫作又該如何處理等等，弗萊德力克則堅持這件屋子將會被保留下來，留給孩子們去傳承下去。
幾個月後，海倫去世，一直在巴黎生活工作的弗萊德力克希望能保留祖屋，然而即將舉家遷往中國北京工作的弟弟傑瑞米（傑瑞米·雷乃飾）和即將去紐約結婚組織家庭的妹妹阿德里娜（茱麗葉·畢諾許 飾）因為不會再回到巴黎而贊成把祖屋賣掉。一切都如母親所說的一樣。弗萊德力克無奈地接受並著手處理事情。
在屋子出手的最後一個月，弗萊德力克的孩子們在祖屋開了一個盛大的派對，青春在這裏上演，對祖輩感情的傳承也許將以另一種方式延續下去。

## 簡介
影片主要取景于法國巴黎，于2007年6月4日開拍，7月27日完成拍攝工作。
影片中奧利維耶·阿薩亞斯以細膩的筆觸描寫了一個面臨薪火傳承和遺產繼承問題的現代家庭。影片中描繪一個典型的法國家庭，在全球化浪潮下，各自為了追求更好的生活，分散居住在世界各地。故事裏的家庭成員之間，雖然相隔距離遙遠，見面機會很少，但仍然保持著深深的親情。

## 榮譽
- 2009年度温哥华影評人協會獎最佳外語片
- 2009年度東南影評人協會獎最佳外語片
- 2009年度紐約影評人協會獎最佳外語片
- 2009年度國家影評人協會獎最佳外語片
- 2009年度洛杉磯影評人協會獎最佳外語片
- 2009年度波士頓影評人協會獎最佳外語片
- 2009年度芝加哥影評人協會獎最佳外語片（提名）
- 2009年度在線影評人協會獎最佳外語片（提名）
- 2009年度丹佛影評人協會獎最佳外語片（提名）
- 2009年度休斯敦影評人協會獎最佳外語片（提名）
- 2009年度華盛頓影評人協會獎最佳外語片（提名）
- 2010年度克勞楚迪斯獎全體演員最佳表現獎（提名）

另外，愛迪絲·斯考博因飾演祖母海倫·波迪爾而被提名2010年度凱撒電影獎最佳女配角獎。

## 海報

## 外部連結
- 互联网电影数据库（IMDb）上《夏日時光》的资料（英文）
- 爛番茄上《夏日時光》的資料（英文）
- Criterion release （页面存档备份，存于）